# ホセ・デルガド
ホセ・ラウール・デルガド・ディアス（José Raúl Delgado Diez、1960年8月25日 - ）は、キューバ・サンクティ・スピリトゥス州出身の元野球選手（捕手）、野球指導者。
1992年のバルセロナオリンピックの金メダルのメンバーで、ルルデス・グリエルの叔父、ユリ・グリエルの大叔父にあたる。

## 経歴
1978年-1979年から、キューバ国内リーグであるセリエ・ナシオナル・デ・ベイスボルのガジョス・デ・サンクティ・スピリトゥスで約20年に渡り所属し正捕手を務め、通算打率.273、183本塁打、1,112安打、長打率.461という成績を残した。
また国際大会にも数多く出場し、上記のバルセロナオリンピックの他、1989年、1991年、1993年のIBAFインターコンチネンタルカップ、1991年のパンアメリカン競技大会、1990年、1993年の中央アメリカ・カリブ海競技大会などにも出場している。
1999年に引退後は指導者に転身し、ガジョス・デ・サンクティ・スピリトゥスの23歳以下チームの監督などを務めた。
2017年-2018年シーズンより、ガジョス・デ・サンクティ・スピリトゥスの監督に就任。2019年-2020年シーズン限りで退任した。